# Eubena Nampitjin
Eubena (Yupinya) Nampitjin (* 1. Juli 1921 bei Tjiniadna, nahe der Canning Stock Route in Western Australia; † 11. März 2013) war eine Aborigines-Malerin der Martu. Sie zählte zu den führenden Mitgliedern der Gruppe der Balgo-Künstler.

## Leben
Eubenas Clan lebte nomadisch im Norden der Großen Sandwüste. Sie war eines von sechs Kindern. In jungen Jahren verlor sie ihre Mutter und auch zwei ihrer Schwestern und einen Bruder. Eubena Nampitjin heiratete jung und ging mit ihrem Mann zur Billiluna Station, einer Aborigines-Missionsstation, wo sie Hilfsarbeiten verrichteten musste. Später zog sie zu ihren Verwandten, die in der Old Balgo-Mission lebten, wo sie als Ziegenhirtin eingesetzt wurde. Eubena Nampitjin spricht mehrere Aborigines-Sprachen und ist heute eine der wenigen Martu, die die Sprache Kukatja perfekt beherrscht. Sie gilt als eine exzellente Kennerin des Rechts der Aborigines.

## Werk
Gemeinsam mit ihrem zweiten Mann begann sie in den 1980er Jahren zu malen. Seit 1995 erstellt sie ihre Werke alleine. Ihre Arbeiten sind von großer Kraft und Spontaneität. Sie zeichnen sich durch die Verwendung von warmen, roten, orangen und gelben Farben sowie von gepunkteten Linien aus. Ihre Gemälde geben vor allem die Traumzeitthemen von Tingari (Urmutter) und Wati Kutjarra (Zwei-Mann-Traumzeitgeschichte) wieder. Weitere Themen, die sie aufgreift, sind Tjumu (Regenwasser), Tjukarra (Felsenhöhle), Malu (Känguru-Traumzeit), Buschtomate, Goanna-, Maus-, Mond- und Dingo-Traumzeit.
Nampitjins Arbeiten befinden sich in öffentlichen und privaten Sammlungen in Australien und  Übersee. Gemälde von ihr sind beispielsweise in der Art Gallery of New South Wales, der National Gallery of Australia und der National Gallery of Victoria ausgestellt. In Deutschland wurden sie im Sprengel Museum in Hannover, im Museum für Völkerkunde zu Leipzig, im Haus der Kulturen der Welt in Berlin und im Ludwig Forum für Internationale Kunst in Aachen gezeigt.
1998 gewann Nampitjin den Telstra Open Painting Award. 2001 wurden ihre Werke in der Zeitschrift „Australian Art Collector“ zu den 50 am häufigsten gesammelten Gemälden Australiens gezählt. Sie lebt in der Aborigines-Siedlung Balgo in Western Australia.